# World Seniors Championship
Die World Seniors Championship ist ein Einladungsturnier für Senioren.
Erstmals ausgetragen wurde es 1991 in Stoke-on-Trent. Nach fast 20 Jahren gab es im November 2010 eine Neuauflage in Bradford. Bei beiden Veranstaltungen galt ein Mindestalter von 40 Jahren. Für die dritte Auflage 2011 in Peterborough wurde das Mindestalter auf 45 Jahre angehoben. Für die sechste Auflage 2015 in Blackpool wurde das Mindestalter wieder auf 40 Jahre gesenkt.
Bis 2016 war die Veranstaltung Bestandteil des Turnierkalenders der Snooker Main Tour. Nach Auslaufen des bis dahin geschlossenen Ausrichtervertrags wurde das Turnier 2017 für zwei Jahre zu einem reinen Amateurturnier ohne Profibeteiligung. Ab 2019 fand das Turnier jeweils im Anschluss an die Profiweltmeisterschaft im Crucible Theatre in Sheffield statt.
Der Sieger der World Seniors Championship kann außerdem als Nachrücker für das Champion of Champions berücksichtigt werden, wobei die Sieger der Turniere der Profitour Vorrang haben. Ab 2019 nahmen alle Seniorenweltmeister an dem Turnier teil.

## Sieger
| Jahr                                                       | Austragungsort                                             | Sieger                                                     | Ergebnis                                                   | Finalist                                                   | Hauptsponsor                                               | Saison                                                     |
| World Seniors Championship – kein Ranglistenturnier-Status | World Seniors Championship – kein Ranglistenturnier-Status | World Seniors Championship – kein Ranglistenturnier-Status | World Seniors Championship – kein Ranglistenturnier-Status | World Seniors Championship – kein Ranglistenturnier-Status | World Seniors Championship – kein Ranglistenturnier-Status | World Seniors Championship – kein Ranglistenturnier-Status |
| ---------------------------------------------------------- | ---------------------------------------------------------- | ---------------------------------------------------------- | ---------------------------------------------------------- | ---------------------------------------------------------- | ---------------------------------------------------------- | ---------------------------------------------------------- |
| 1991                                                       | Stoke-on-Trent – Trentham Gardens                          | Cliff Wilson                                               | 5:4                                                        | Eddie Charlton                                             | Matchroom                                                  | 1991/92                                                    |
| 2010                                                       | Bradford – Cedar Court Hotel                               | Jimmy White                                                | 4:1                                                        | Steve Davis                                                | Wyldecrest Park Homes                                      | 2010/11                                                    |
| 2011                                                       | Peterborough – Showground                                  | Darren Morgan                                              | 2:1                                                        | Steve Davis                                                | Wyldecrest Park Homes                                      | 2011/12                                                    |
| 2012                                                       | Portsmouth – Mountbatten Centre                            | Nigel Bond                                                 | 2:0                                                        | Tony Chappel                                               | Wyldecrest Park Homes                                      | 2012/13                                                    |
| 2013                                                       | Portsmouth – Mountbatten Centre                            | Steve Davis                                                | 2:1                                                        | Nigel Bond                                                 | 888casino                                                  | 2013/14                                                    |
| 2015                                                       | Blackpool – Tower Circus                                   | Mark Williams                                              | 2:1                                                        | Fergal O’Brien                                             | Betway                                                     | 2014/15                                                    |
| 2016                                                       | Preston – Guild Hall                                       | Mark Davis                                                 | 2:1                                                        | Darren Morgan                                              | Betway                                                     | 2015/16                                                    |
| World Seniors Championship – Amateurturnier                |                                                            |                                                            |                                                            |                                                            |                                                            |                                                            |
| 2017                                                       | Scunthorpe – The Baths Hall                                | Peter Lines                                                | 4:0                                                        | John Parrott                                               | –                                                          | –                                                          |
| 2018                                                       | Scunthorpe – The Baths Hall                                | Aaron Canavan                                              | 4:3                                                        | Patrick Wallace                                            | Assetereum                                                 | –                                                          |
| World Seniors Championship – kein Ranglistenturnier-Status |                                                            |                                                            |                                                            |                                                            |                                                            |                                                            |
| 2019                                                       | Sheffield – Crucible Theatre                               | Jimmy White                                                | 5:3                                                        | Darren Morgan                                              | ROKiT                                                      | –                                                          |
| 2020                                                       | Sheffield – Crucible Theatre                               | Jimmy White                                                | 5:4                                                        | Ken Doherty                                                | ROKiT                                                      | –                                                          |
| 2021                                                       | Sheffield – Crucible Theatre                               | David Lilley                                               | 5:3                                                        | Jimmy White                                                | ROKiT                                                      | –                                                          |
| 2022                                                       | Sheffield – Crucible Theatre                               | Lee Walker                                                 | 5:4                                                        | Jimmy White                                                | Ways Facilities Management                                 | –                                                          |
| 2023                                                       | Sheffield – Crucible Theatre                               | Jimmy White                                                | 5:3                                                        | Alfie Burden                                               | LLP Solicitors                                             | –                                                          |
| 2024                                                       | Sheffield – Crucible Theatre                               | Igor Figueiredo                                            | 5:2                                                        | Ken Doherty                                                | Mr Vegas                                                   | –                                                          |
| 2025                                                       | Sheffield – Crucible Theatre                               | Alfie Burden                                               | 8:4                                                        | Aaron Canavan                                              | Jennings Bet                                               | –                                                          |